# Nick Clooney

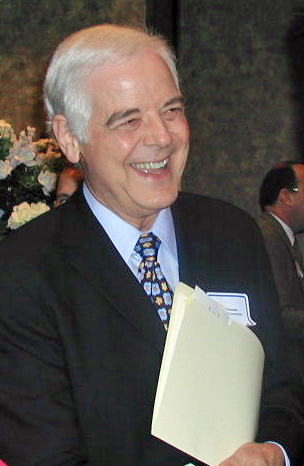
Nick Clooney (2006)

Nicholas Joseph Clooney (* 13. Januar 1934 in Maysville, Kentucky) ist ein ehemaliger US-amerikanischer Journalist, Schauspieler und Fernsehmoderator.

## Leben und Karriere
Clooney war u. a. Fernsehmoderator in Illinois und moderierte Quizsendungen und Talkshows. Nationale Bekanntheit erlangte er durch die Moderation der Game-Show The Money Maze. 2004 kandidierte er für die Demokratische Partei bei den Wahlen zum US-Repräsentantenhaus im Bundesstaat Kentucky, verlor aber.
Er ist der Bruder der Schauspielerin Rosemary Clooney, Vater des Schauspielers George Clooney und Onkel des Schauspielers Miguel Ferrer.